# Список запусков баллистических ракет в СССР в 1954 году

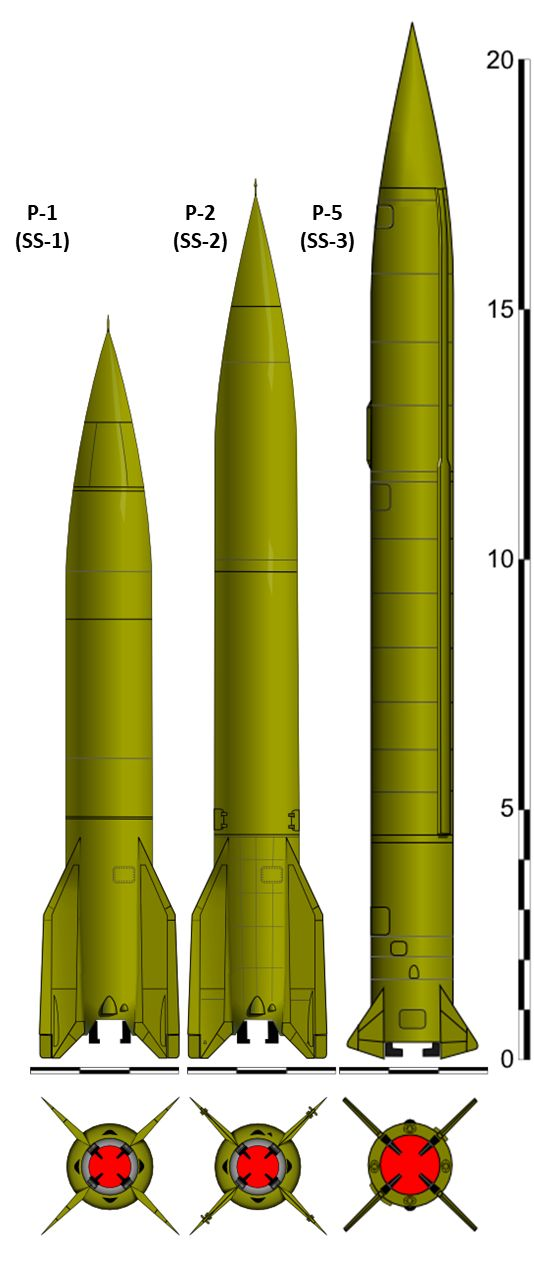
Ракеты Р-1, Р-2, Р-5

В Списке запусков баллистических ракет в СССР в 1954 году в хронологическом порядке представлены все запуски баллистических ракет, произведённые на территории СССР в 1954 году. Всего было произведено 66 запусков: 22 Р-1 (индекс ГРАУ — 8А11), 23 Р-2 (индекс ГРАУ — 8Ж38), 10 Р-5 ((индекс ГРАУ — 8А62) и 11 Р-11 (Индекс ГРАУ — 8А61/8К11)
Несмотря на близкое родство, ракета Р-1 не была полной копией A-4: Р-1 изготавливалась советскими специалистами с использованием технологий, приборов и оборудования на советских предприятиях. Ключевым отличием было использование советской телеметрической системы управления — 12-канальная телеметрическая система «Дон».
Р-2 стала дальнейшим развитием технологий заложенных в А-4 с добавлением идей советских конструкторов: Р-2 была больше, имела ряд конструктивных отличий, среди которых самым заметным было использование топливного бака в качестве несущего элемента конструкции. Среди эксплуатационных отличий главным было почти двукратное (до 600 км) увеличение радиуса действия ракеты значительное увеличение веса взрывчатого вещества.
Р-5, являясь продуктом эволюции V-2 (A-4), значительно превзошла по своим тактико-техническим характеристикам и заложенным инженерным решениям все предыдущие советские ракеты. Для повышения удельного импульса двигателя на ракете Р-5 был установлен специальный насадок на сопло; для снижения веса разработчики отказались от тяжёлого герметичного приборного отсека, разместив часть приборов в хвостовом отсеке, а наиболее чувствительные компоненты в межбаковом пространстве на специальных кронштейнах; автономная система управления была дополнена системой радиоуправления дальностью, боковой радиокоррекции и аварийного выключения двигателя (АВД); специальные воронкогасители в баках, уменьшили остатки неиспользуемых компонентов топлива на 100 кг. Эти и многие другие технические решения позволили увеличить максимальную дальность ракеты до 1200 км при массе головной части 1425 кг. Проект предусматривал изменение дальности полёта в диапазоне 600—1200 км, что дало возможность изменять массу боевой части в зависимости от дальность стрельбы. Запуская Р-5 на дистанцию 810—1200 км использовалась основная боевая часть. Стреляя на меньшие дистанции предлагалось размещать подвесные боевые части: на дальность 560—810 км — две, а на дальность до 560 км — четыре подвесные боевые части общей массой 3830 кг.
Р-11 была первой советской жидкостной ракетой, использующей в качестве топливной пары не «жидкий кислород + этиловый спирт», а высоко кипящие компоненты: окислитель АК-20 (20 %
четырёхокиси азота и 80 % азотной кислоты) и горючее Т-1 (керосин). Для воспламенения компонентов топлива использовался компонент ТГ-02 (50 % ксилидина и 50 % триэтиламина). Кроме этого, использовалась вытеснительная система подачи топлива. В результате, при боевой дальности аналогичной Р-1, ракета Р-11 имела массу 5850 кг (у Р-1 — 13 400 кг) и длину 10,4 метра (у Р-1 — 14,6 м). Р-11 послужила основой для создания ракеты-носителя ядерного оружия Р-11М. В ходе разработки Р-11М в основную конструкцию было внесено много изменений направленных на повышение надёжности и безотказности ракеты-носителя.
Все запуски баллистических ракет в СССР в 1954 году производились с территории 4-го государственного центрального полигона (4-й ГЦП), известный, как Капустин Яр

## Подготовка запусков
Испытательные запуски Р-5 и Р-11 производились в соответствии с Постановлением Совета Министров СССР № 442-212 от 13 февраля 1953 г. «О плане опытно-конструкторских работ по ракетам дальнего действия на 1953—1955 гг.».
В этом же Постановлении определялись типы испытаний.:
- Поверочные (пристрелочные) испытания - испытания на готовность системы к итоговым испытаниям. Данные испытания должны были проводиться министерством вооружения совместно со смежными министерствами, принимавших участие в разработке испытываемых систем.
- Итоговые (зачётные) испытания - испытания, которые проводились совместно Военным Министерством СССР и министерством вооружения. Для проведения данных испытаний Советом Министров СССР утверждалась специальная комиссия. По результатам испытаний принималось решение о принятии ракет на вооружение Советской Армии.

Часть запусков производилась в рамках подготовки военнослужащих инженерных бригад, вооруженных баллистическими ракетами Р-1 и Р-2, которых к концу года насчитывалось шесть. В частности, 85-я инженерная бригада РВГК произвела 16 запусков ракеты Р-1 с марта по июнь.
10 пусков Р-2, произведённых в мае-июне, относились к контрольным испытаниям ракет, выполненным для проверки и отработки технической документации, подготовленной для серийного производства.
Для отработки стрельбы ракеты Р-2 на промежуточные дистанции (200 и 270 км) планировалось испытать ракету с утяжелённой головной частью.
Ряд пусков планировалось выполнить в рамках испытания системы распыления радиоактивных веществ «Генератор» — эта система предлагалась в связи с невозможностью использовать на ракетах ядерных боевых частей.
С августа 1954 года начинался третий этап лётных испытаний ракеты Р-5.

## Список
Каждый запуск баллистической ракеты, произведённый в СССР в 1949 году, был зафиксирован в «Книге учёта пуска ракет за 1947—1962 гг. Архив Военно-научного комитета РВСН». В данном списке не представлены запуски трёх Р-1Д и одной Р-1А — геофизических ракет, созданных на основе баллистической ракеты Р-1, которые формально не считались баллистическими.
Кроме указанных в списке запусков баллистических ракет, в 1954 году производились запуски ракеты Р-11ФМ - морской версии Р-11. Запуски производились со специального неподвижного стенда на территории 4-го ГЦП. Эти запуски не были отражены в «Книге учёта пуска ракет за 1947—1962 гг. Архив Военно-научного комитета РВСН» так как относились к Военно-морскому флоту СССР.
| Цветовая легенда  |
| ----------------- |
| Нормальный запуск |
| Аварийный запуск  |

| № пп | Тип ракеты | Дата испытания   | Номер изделия    | Место запуска | Дальность плановая (км) | Отклонение по дальности (км) «-» недолёт, «+» перелёт | Отклонение от оси запуска (км) «Л» влево, «П» вправо | Результат запуска | Примечания                                                                                      |
| ---- | ---------- | ---------------- | ---------------- | ------------- | ----------------------- | ----------------------------------------------------- | ---------------------------------------------------- | ----------------- | ----------------------------------------------------------------------------------------------- |
| 1    | Р-2        | 28 февраля 1954  | 53120420         | 4-й ГЦП       | 533                     | -2,48                                                 | Л 1,14                                               | Норма             | Из серийной партии НИИ-88                                                                       |
| 2    | Р-2        | 10 марта 1954    | 53120520         | 4-й ГЦП       | 551                     | +3,1                                                  | П 0,69                                               | Норма             | Из серийной партии НИИ-88                                                                       |
| 3    | Р-1        | 11 марта 1954    | 1820             | 4-й ГЦП       | 270                     | -3,812                                                | Л 1,401                                              | Норма             | Воздушный разрыв головной части                                                                 |
| 4    | Р-1        | 16 марта 1954    | 1920             | 4-й ГЦП       | 270                     | -3,28                                                 | Л 4,178                                              | Норма             |                                                                                                 |
| 5    | Р-1        | 16 марта 1954    | 1916             | 4-й ГЦП       | 270                     | -0,978                                                | Л 3,173                                              | Норма             |                                                                                                 |
| 6    | Р-1        | 20 марта 1954    | 1918             | 4-й ГЦП       | 270                     | +1,542                                                | Л 5,38                                               | Норма             |                                                                                                 |
| 7    | Р-11       | 20 апреля 1954   |                  | 4-й ГЦП       | 270                     | +0,07                                                 | Л 0,572                                              | Норма             | Доводочные испытания                                                                            |
| 8    | Р-11       | 22 апреля 1954   |                  | 4-й ГЦП       | 270                     | -!,0052                                               | Л 0,457                                              | Норма             | Доводочные испытания                                                                            |
| 9    | Р-1        | 23 апреля 1954   | 1720             | 4-й ГЦП       | 270                     | +0,754                                                | Л 2,441                                              | Норма             |                                                                                                 |
| 10   | Р-11       | 24 апреля 1954   |                  | 4-й ГЦП       | 270                     | -0,483                                                | Л 2,240                                              | Норма             | Доводочные испытания                                                                            |
| 11   | Р-1        | 24 апреля 1954   | 1910             | 4-й ГЦП       | 270                     | -0,907                                                | Л 3,597                                              | Норма             |                                                                                                 |
| 12   | Р-1        | 26 апреля 1954   | 1912             | 4-й ГЦП       | 270                     | -0,959                                                | Л 3,868                                              | Норма             |                                                                                                 |
| 13   | Р-11       | 27 апреля 1954   |                  | 4-й ГЦП       | 270                     | +2,816                                                | Л 2,156                                              | Норма             | Доводочные испытания                                                                            |
| 14   | Р-1        | 29 апреля 1954   | 2120             | 4-й ГЦП       | 270                     | +1,408                                                | Л 2,899                                              | Норма             |                                                                                                 |
| 15   | Р-1        | 3 мая 1954       | 1620             | 4-й ГЦП       | 270                     | +0,713                                                | Л 2,325                                              | Норма             |                                                                                                 |
| 16   | Р-1        | 4 мая 1954       | 1420             | 4-й ГЦП       | 270                     | -1,215                                                | Л 2,271                                              | Норма             |                                                                                                 |
| 17   | Р-1        | 4 мая 1954       | 2020             | 4-й ГЦП       | 270                     | +0,03                                                 | Л 2,045                                              | Норма             |                                                                                                 |
| 18   | Р-11       | 4 марта 1954     |                  | 4-й ГЦП       | 270                     | -1,745                                                | Л 0,950                                              | Норма             | Доводочные испытания                                                                            |
| 19   | Р-11       | 5 мая 1954       |                  | 4-й ГЦП       | 270                     | -35,340                                               | Л 28,836                                             | Авария            | Доводочные испытания                                                                            |
| 20   | Р-11       | 6 мая 1954       |                  | 4-й ГЦП       | 270                     | -1,623                                                | Л 0,742                                              | Норма             | Доводочные испытания                                                                            |
| 21   | Р-1        | 8 мая 1954       | 220              | 4-й ГЦП       | 270                     | -3,849                                                | Л 0,835                                              | Норма             |                                                                                                 |
| 22   | Р-11       | 8 мая 1954       |                  | 4-й ГЦП       | 270                     | -1,865                                                | Л 0,343                                              | Норма             | Доводочные испытания                                                                            |
| 23   | Р-2        | 12 мая 1954      |                  | 4-й ГЦП       | 553,7                   | -2,601                                                | Л 0,11                                               | Норма             | Из серийной партии НИИ-88                                                                       |
| 24   | Р-11       | 12 мая 1954      |                  | 4-й ГЦП       | 270                     | +0,06                                                 | Л 2,1                                                | Норма             | Доводочные испытания                                                                            |
| 25   | Р-11       | 13 мая 1954      |                  | 4-й ГЦП       | 270                     | -3,5                                                  | Л 2,9                                                | Норма             | Доводочные испытания                                                                            |
| 26   | Р-2        | 14 мая 1954      |                  | 4-й ГЦП       | 553,7                   | -3,213                                                | П 0,371                                              | Норма             | Из серийной партии НИИ-88                                                                       |
| 27   | Р-2        | 15 мая 1954      |                  | 4-й ГЦП       | 553,7                   | -2,534                                                | П 0,419                                              | Норма             | Из серийной партии НИИ-88                                                                       |
| 28   | Р-2        | 17 мая 1954      |                  | 4-й ГЦП       | 553,7                   | -5,114                                                | Л 0,444                                              | Норма             | Из серийной партии НИИ-88                                                                       |
| 29   | Р-1        | 21 мая 1954      | 120              | 4-й ГЦП       | 270                     | -3,882                                                | Л 2,707                                              | Норма             |                                                                                                 |
| 30   | Р-2        | 26 мая 1954      |                  | 4-й ГЦП       | 553,7                   | -0,651                                                | Л 0,225                                              | Норма             | Из серийной партии НИИ-88, пуск на ГИМ-2                                                        |
| 31   | Р-1        | 26 мая 1954      |                  | 4-й ГЦП       | 553,7                   | +0,813                                                | +0,718                                               | Норма             | Из серийной партии НИИ-88, пуск на ГИМ-2                                                        |
| 32   | Р-2        | 31 мая 1954      |                  | 4-й ГЦП       | 553,7                   | -2,152                                                | Л 0,476                                              | Норма             | Из серийной партии завода № 586, пуск на ГИМ-2                                                  |
| 33   | Р-2        | 2 июня 1954      |                  | 4-й ГЦП       | 553,7                   | -24,722                                               | Л 0,4                                                | Норма             | Из серийной партии завода № 586, пуск на ГИМ-2                                                  |
| 34   | Р-2        | 8 июня 1954      |                  | 4-й ГЦП       | 270                     | -7,24                                                 | П 1,8                                                | Норма             | Из серийной партии завода № 586, пуск на ГИМ-2                                                  |
| 35   | Р-2        | 9 июня 1954      |                  | 4-й ГЦП       | 270                     | -20,151                                               | Л 0,276                                              | Норма             | Из серийной партии завода № 586, пуск на ГИМ-2                                                  |
| 36   | Р-1        | 11 июня 1954     | 12 (1953 г.)     | 4-й ГЦП       | 270                     | -0,952                                                | П 3,798                                              | Норма             |                                                                                                 |
| 37   | Р-1        | 12 июня 1954     | 720 (1952 г.)    | 4-й ГЦП       | 270                     | -1,026                                                | Л 0,678                                              | Норма             |                                                                                                 |
| 38   | Р-1        | 14 июня 1954     | 14 (1951 г.)     | 4-й ГЦП       | 270                     | +0,788                                                | Л 2,234                                              | Норма             |                                                                                                 |
| 39   | Р-2        | 22 июля 1954     | С0-9             | 4-й ГЦП       | 200                     | +5,619                                                | Л 0,367                                              | Норма             | Экспериментальный пуск с утяжелённой головной частью                                            |
| 40   | Р-1        | 2 августа 1954   | 320              | 4-й ГЦП       | 270                     | -1,102                                                | Л 5,577                                              | Норма             |                                                                                                 |
| 41   | Р-5        | 12 августа 1954  | К3-1             | 4-й ГЦП       | 1191,4                  | -404,474                                              | Л 3,469                                              | Авария            | Пристрелочные испытания                                                                         |
| 42   | Р-5        | 17 августа 1954  | К3-2             | 4-й ГЦП       | 1191,4                  | +133                                                  | Л 7,9                                                | Норма             | Пристрелочные испытания                                                                         |
| 43   | Р-5        | 19 августа 1954  | К3-3             | 4-й ГЦП       | 1191,4                  | -9,829                                                | Л 0,450                                              | Норма             | Пристрелочные испытания                                                                         |
| 44   | Р-5        | 24 августа 1954  | К3-4             | 4-й ГЦП       | 1191,4                  | -6                                                    | Л 2                                                  | Норма             | Пристрелочные испытания                                                                         |
| 45   | Р-5        | 25 августа 1954  | К3-5             | 4-й ГЦП       | 1191,4                  | -2,6                                                  | П 1,5                                                | Норма             | Пристрелочные испытания                                                                         |
| 46   | Р-1        | 27 августа 1954  | 520              | 4-й ГЦП       | 270                     | -0,16                                                 | Л 2,476                                              | Норма             |                                                                                                 |
| 47   | Р-1        | 27 августа 1954  | 420              | 4-й ГЦП       | 270                     | -1,773                                                | П 0,436                                              | Норма             | Воздушный разрыв головной части                                                                 |
| 48   | Р-5        | 5 сентября 1954  | К3-11            | 4-й ГЦП       | 1191,4                  | -1,875                                                | Л 0,524                                              | Норма             | Пристрелочные испытания                                                                         |
| 49   | Р-5        | 8 сентября 1954  | К3-7             | 4-й ГЦП       | 1191,4                  | +0,580                                                | П 0,542                                              | Норма             | Пристрелочные испытания                                                                         |
| 50   | Р-2        | 30 сентября 1954 | К1-20            | 4-й ГЦП       | 530                     | -4,324                                                | Л 0,512                                              | Норма             |                                                                                                 |
| 51   | Р-2        | 1 октября 1954   | К1-10            | 4-й ГЦП       | 530                     | -2,631                                                | Л 0,542                                              | Норма             |                                                                                                 |
| 52   | Р-2        | 5 октября 1954   | К2-20            | 4-й ГЦП       | 530                     | -83,45                                                | Л 4,28                                               | Норма             |                                                                                                 |
| 53   | Р-5        | 9 октября 1954   | К3-9             | 4-й ГЦП       | 1191,4                  |                                                       |                                                      | Норма             | Пристрелочные испытания, воздушный разрыв головной части                                        |
| 54   | Р-2        | 16 октября 1954  | К2-10            | 4-й ГЦП       | 576                     | +25,97                                                | П 0,227                                              | Норма             |                                                                                                 |
| 55   | Р-5        | 19 октября 1954  | К3-6             | 4-й ГЦП       | 1191,4                  | -3,524                                                | Л 1,799                                              | Норма             | Пристрелочные испытания                                                                         |
| 56   | Р-1        | 30 октября 1954  | Д21-14           | 4-й ГЦП       | 253,5                   | -0,845                                                | Л 2,663                                              | Норма             | Учебно-боевой пуск                                                                              |
| 57   | Р-2        | 27 ноября 1954   | К3-10            | 4-й ГЦП       | 551                     | +5,092                                                | Л 0,011                                              | Норма             |                                                                                                 |
| 58   | Р-1        | 30 ноября 1954   | 1915 (1953 года) | 4-й ГЦП       | 270                     | -2,695                                                | Л 1,243                                              | Норма             |                                                                                                 |
| 59   | Р-2        | 1 декабря 1954   |                  | 4-й ГЦП       | 530                     | -7,615                                                | Л 1,961                                              | Норма             | Испытания по проекту «Генератор-2»                                                              |
| 60   | Р-1        | 1 декабря 1954   | 620              | 4-й ГЦП       | 270                     | -2,069                                                | Л 0,574                                              | Норма             |                                                                                                 |
| 61   | Р-2        | 6 декабря 1954   |                  | 4-й ГЦП       | 530                     | -3,059                                                | Л 2,902                                              | Норма             | Испытания по проекту «Генератор-2»; Головная часть взорвалась на высоте 1600 метров, вместо 600 |
| 62   | Р-2        | 9 декабря 1954   | К3-20            | 4-й ГЦП       | 556                     | +4,754                                                | П 0,465                                              | Норма             |                                                                                                 |
| 63   | Р-2        | 23 декабря 1954  |                  | 4-й ГЦП       | 530                     | +4,464                                                | Л 2,275                                              | Норма             | Испытания по проекту «Генератор-2»                                                              |
| 64   | Р-2        | 25 декабря 1954  |                  | 4-й ГЦП       | 530                     | -470                                                  | Л 17                                                 | Авария            | Испытания по проекту «Генератор-2»                                                              |
| 65   | Р-5        | 30 декабря 1954  | К3-10            | 4-й ГЦП       | 1191,4                  | -20,758                                               | Л 0,518                                              | Норма             | Зачётные испытания                                                                              |
| 66   | Р-11       | 31 декабря 1954  |                  | 4-й ГЦП       | 270                     | -1,09                                                 | Л 0,870                                              | Норма             | Пристрелочные испытания                                                                         |

## Итоги запусков

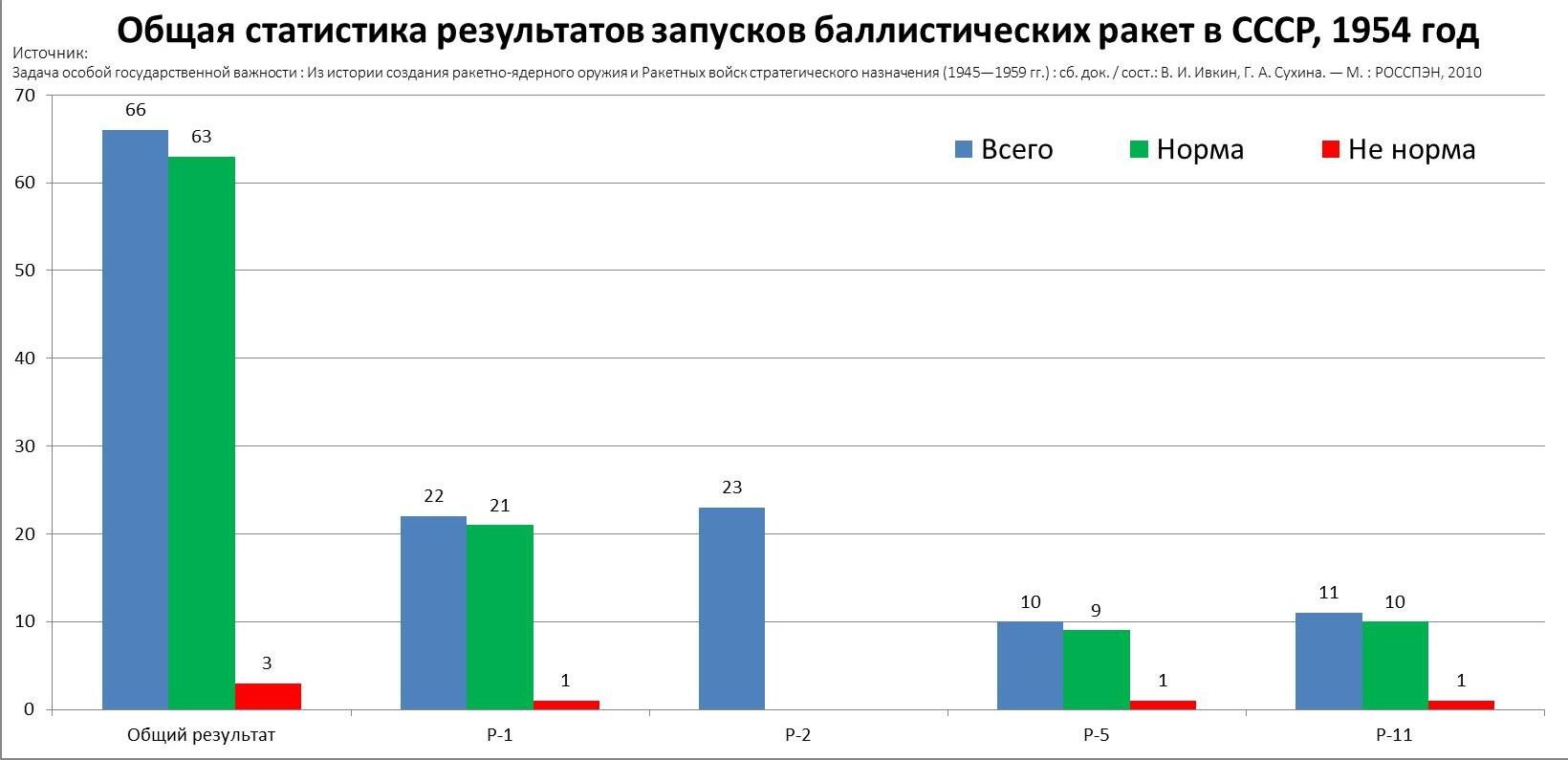
Общая статистика запусков

Из 10 пусков Р-2, произведённых в рамках отработки технической документации, 8 были успешными.
Испытания ракеты Р-2 с утяжелённой головной частью для стрельбы на промежуточные дистанции выявило проблему повышенного отклонения от точки прицеливания. Испытания по этой теме продолжились в 1955 году.
Третий этап лётных испытаний ракеты Р-5, начавшись в августе 1954 года перешёл в 1955 и продлился до февраля. Из 10 пусков аварийным оказался только один. Испытания показали, что система радиоуправления зависит от ориентации ракеты в полёте: часть запусков выявила ослабление радиосигнала из-за влияния струи двигателя. Для решения этой проблемы потребовалась передислокация наземных пунктов радиоуправления ракетой, что негативно повлияло на сроки проведения лётных испытаний. Так же испытания выявили проблему разрыва головных частей на нисходящих этапах траектории. Для решения проблемы была улучшена теплозащита взрывательного устройства, стабилизатолра боеголовки и элементов детанатора.
Одновременно с испытанием ракеты, отрабатывалась и наземная составляющая комплекса Р-5. Из-за того, что ГСКБ «Спецмаш» не успевал разработать и изготовить часть оборудования наземного комплекса, пришлось адаптировать системы и агрегаты комплексов Р-1 и Р-2 и проводить испытания с этим набором наземного оборудования. Была удлинена стрела лафета, установлены новые опоры и доработана ходовую часть; доработке подверглись пусковой стол, грунтовая тележка, машина для стыковки ГЧ, железнодорожный вагон и другие элементы.
Итогом лётно-конструкторских испытаний 1954 года стал переход к зачётным испытаниям ракет Р-5 и Р-11, которые проходили во второй половине 1954 и в 1955 году.

## Комментарии
1. ↑  В списке указаны ракеты установленные на стартовую позицию; при отсутствии номера в источнике, в таблице номер не указывается.